# The Butterfly Returns
The Butterfly Returns es una residencia de conciertos de la cantante estadounidense Mariah Carey. Esta residencia fue desarrollada en The Colosseum del Caesars Palace en Las Vegas. Inició el 5 de julio de 2018, con espectáculos en fechas seleccionadas hasta el 29 de febrero de 2020. Fue su segunda residencia en Las Vegas desde #1 to Infinity que transcurrió desde 2015 hasta 2017.
El repertorio de la residencia varía en esta ocasión ya que se incluyen temas que no llegan al número 1 en el Billboard Hot 100.
En agosto de 2018, Carey anunció que la residencia se extendería a 2019 con 5 espectáculos más; y posteriormente en ese año se incluirían 8 espectáculos más para 2020.

## Antecedentes y desarrollo
Luego de su participación en la víspera de Año Nuevo en 2017, Carey empieza a trabajar para un nuevo disco. Luego anunció el 30 de abril de 2018 en las redes sociales que haría su cuarta residencia de conciertos, de la cual sería la segunda en Las Vegas.

## Repertorio
1. "Honey" 

2. "Shake It Off" 

3. "Make It Happen" 

4. "Sweetheart / Say Somethin' / Loverboy / Dreamlover" 

5. "Fantasy" 

6. "Always Be My Baby" 

7. "Vision of Love" 

8. "Emotions" 

9. "#Beautiful" 

10. "One Sweet Day" 

11. "Can't Let Go" 

12. "Can't Take That Away (Mariah's Theme)" 

13. "My All" 

14. "It's Like That" 

15. "Love Hangover / Heartbreaker" 

16. "Touch My Body" 

17. "We Belong Together" 

18. "Hero" 

- Datos: Q54959678